# Nestor Serrano

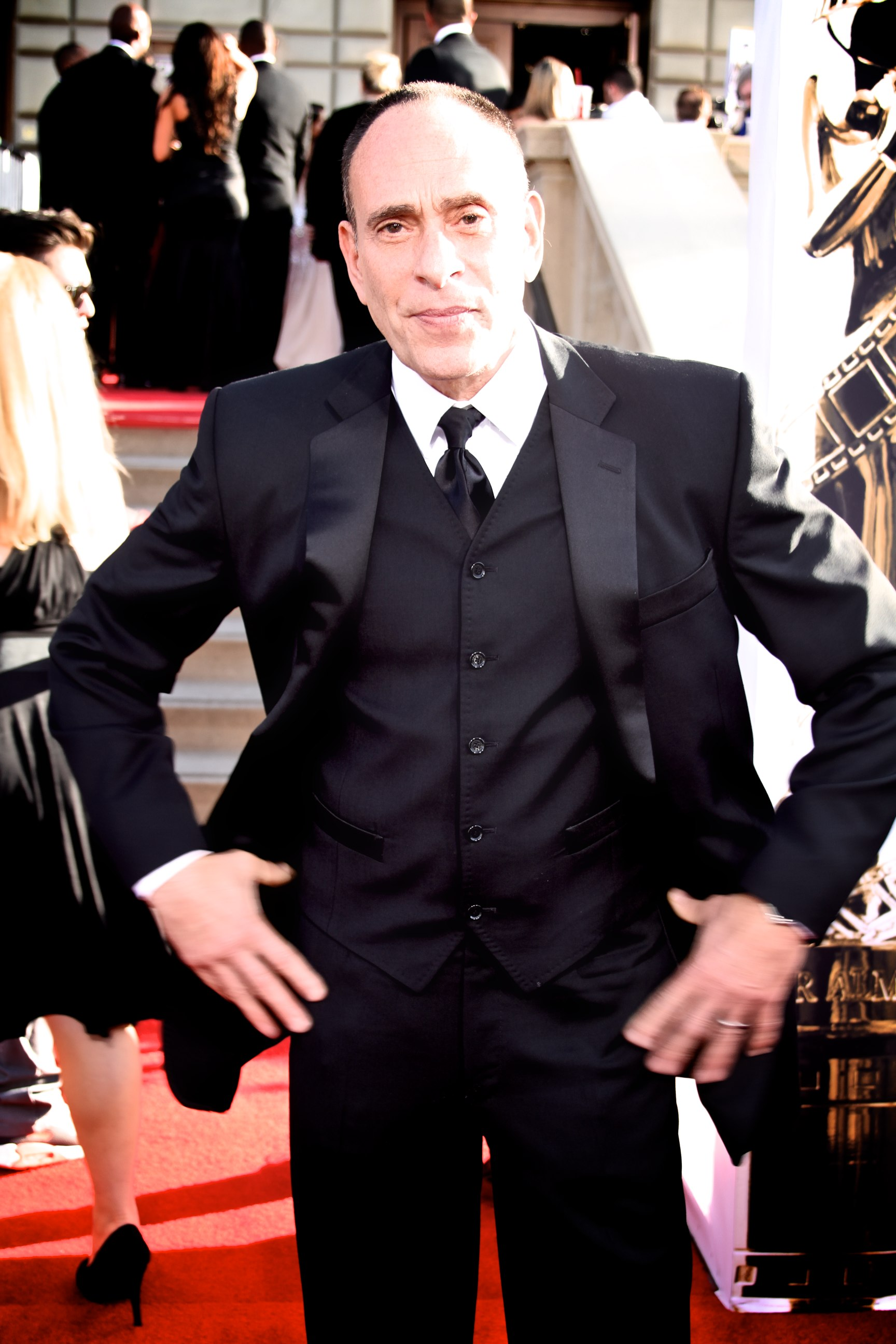
Nestor Serrano (2014)

Nestor Serrano (* 5. November 1955 in der Bronx, New York City) ist ein US-amerikanischer Schauspieler, der häufig für Rollen als Gesetzeshüter besetzt wird.

## Leben
Nestor Serrano studierte am Queens College, City University of New York Computerwissenschaften und begann mit der Schauspielerei. Anschließend arbeitete er in einer Bank und studierte Schauspiel am Lee Strasberg Theatre and Film Institute. Ab Ende der 1970er Jahre trat er vereinzelt am Off-Broadway auf. Sein Broadway-Debüt gab er 1985 mit The Boys of Winter und sein Leinwanddebüt gab er als Julio in der 1986 erschienenen Komödie Geschenkt ist noch zu teuer an der Seite von Tom Hanks und Shelley Long. Nestor Serrano war bisher in über 110 Film- und Fernsehproduktionen zu sehen.
2017 wurde er in die Academy of Motion Picture Arts and Sciences (AMPAS) aufgenommen, die jährlich die Oscars vergibt.
Seit dem 26. Mai 2002 ist er mit der Schauspielerin Debbie Ross verheiratet. Sie haben zwei gemeinsame Kinder und leben in New York City.

## Filmografie (Auswahl)

### Film
- 1986: Geschenkt ist noch zu teuer (The Money Pit)
- 1988: Ausgebrannt (Police Story: Burnout)
- 1989: Brenda Starr
- 1989: Brennpunkt L.A. (Lethal Weapon II)
- 1990: Die Unerbittlichen (Johnny Ryan)
- 1991: Hangin’ out – 4 Homeboys Unterwegs (Hangin’ with the Homeboys)
- 1991: Liebe, Lüge, Mord (Love, Lies and Murder)
- 1994: I Love Trouble – Nichts als Ärger (I Love Trouble)
- 1994: Kampf der Hyänen (Girls in Prison)
- 1995: Bad Boys – Harte Jungs (Bad Boys)
- 1995: Der Indianer im Küchenschrank (The Indian in the Cupboard)
- 1998: Verhandlungssache (The Negotiator)
- 1999: Insider (The Insider)
- 1999: Bringing Out the Dead – Nächte der Erinnerung (Bringing Out the Dead)
- 2000: Bait – Fette Beute (Bait)
- 2003: Das Urteil – Jeder ist käuflich (Runaway Jury)
- 2004: The Day After Tomorrow
- 2005: Cool & Fool – Mein Partner mit der großen Schnauze (The Man)
- 2008: Imperium – Zwei Welten prallen aufeinander (Empire)
- 2008: Vielleicht, vielleicht auch nicht (Definitely, Maybe)
- 2010: Secretariat – Ein Pferd wird zur Legende (Secretariat)
- 2012: Act of Valor
- 2014: The Return of the First Avenger (Captain America: The Winter Soldier)
- 2016: The Horde

### Serie
- 1989–1990: True Blue (12 Folgen)
- 1992–1993: The Hat Squad (5 Folgen)
- 1996–1997: Moloney (5 Folgen)
- 2000, 2004: Law & Order: Special Victims Unit (2 Folgen)
- 2001, 2008: Law & Order (1 Folgen)
- 2001–2002: Witchblade – Die Waffe der Götter (Witchblade, 10 Folgen)
- 2005: 24 (10 Folgen)
- 2006: Criminal Minds (Folge 1x13)
- 2010–2011: 90210 (7 Folgen)
- 2011: Homeland (Folge 1x01)
- 2012: The Finder (Folge 1x12)
- 2013: Castle (Folge 5x16)
- 2013: Hawaii Five-0 (Folge 4x01)
- 2014: Graceland (4 Folgen)
- 2014–2015: Revenge (5 Folgen)
- 2016: Banshee – Small Town. Big Secrets. (2 Folgen)
- 2016: The Last Ship (9 Folgen)
- 2023: The Blacklist (Staffel 10 Folge 18)